# Sint-Josephkloosterkapel
De Sint-Josephkloosterkapel is een voormalige kapel en rijksmonument in het kloosterdorp Steyl, in het Venlose stadsdeel Tegelen, gebouwd rond de eeuwwisseling van de 19e naar de 20e eeuw.

## Omschrijving
De kapel maakt onderdeel uit van een kloostercomplex met een verbinding naar de villa die eerder door de Duitse handelsfamilie Moubis werd gebouwd. Rond 1901 werd een L-vormig gebouw aan deze villa aangebouwd waarin ook deze kapel is inbegrepen. De kapel werd gebouwd naar een ontwerp van Caspar Franssen in neogotische stijl. De vleugel waarin de kapel zich bevindt telt drie bouwlagen en een souterrain.
Het is een voorbeeld van een zogenoemd Kulturkampfklooster, uit de tijd dat kloosters uit Duitsland werden geweerd en hun toevlucht over de grens zochten.

## Over het complex
In 1876 werd Villa Moubis, met tuin, aangekocht door de Zusters van de Goddelijke Voorzienigheid. Steyl was toen al een voornaam kloosterdorp, met zowel Nederlandse als Duitse kloosters. Aangezien de zusters, verdreven uit Munster, niet bijster rijk waren, was er een zekere Joseph Albers aanvankelijk geldschieter. Daarop werd besloten het nieuwe klooster Sint-Joseph te noemen.
Uiteindelijk kwam in 1878 het hele Mauritzpensionat uit Munster, inclusief opleiding, naar Steyl, dat tot 1920 bleef. Er werd flink aangebouwd; met name een wooncomplex en de kapel.
De laatste zusters vertrokken in 1994. Na een aantal jaren leegstand werden de monumentale delen van het complex gerenoveerd en geschikt gemaakt voor particuliere bewoning naar ontwerp van architect Frans van Dun. Elders op het terrein vond sloop en nieuwbouw plaats.

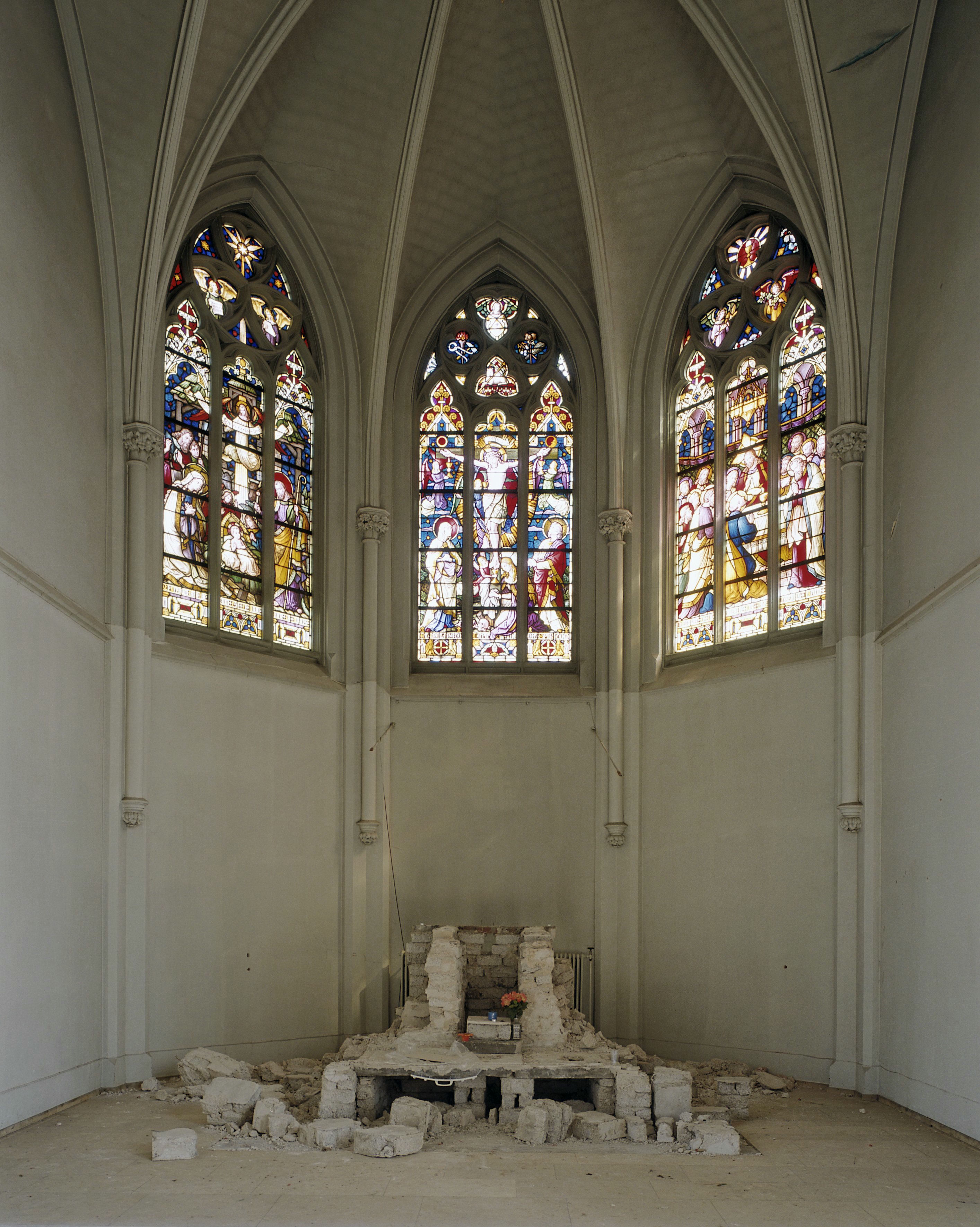
Glas-in-lood boven altaar

## Monumentale architectuur
Christusbeeld met doornen gekroond (18e eeuw).